# Infanticídio feminino
Infanticídio feminino é o assassinato deliberado de crianças recém-nascidas do sexo feminino. O infanticídio feminino é prevalente em diversas nações ao redor do mundo. Tem sido argumentado que o baixo status em que as mulheres são vistas em sociedades patriarcais cria um viés contra as fêmeas. A prática moderna do aborto seletivo por gênero também é utilizada para regular as proporções de gênero.
Em 1978, a antropóloga Laila Williamson, em um resumo dos dados que havia compilado sobre a disseminação do infanticídio, constatou que o infanticídio ocorrera em todos os continentes e era praticado por grupos que variavam desde caçadores-coletores até sociedades altamente desenvolvidas, e que, ao invés de ser uma exceção, essa prática era comum. A prática foi documentada entre os povos indígenas da Austrália, do Norte do Alasca e do Sul da Ásia, e Barbara Miller argumenta que a prática é "quase universal", mesmo no mundo ocidental. Miller defende que o infanticídio feminino é comum em regiões onde as mulheres não estão empregadas na agricultura e em regiões onde os dotes são a norma. Em 1871, em A Descendência do Homem: E Seleção em Relação ao Sexo, Charles Darwin escreveu que a prática era comum entre as tribos aborígenes da Austrália. O infanticídio feminino também está intimamente ligado à falta de educação e às altas taxas de pobreza, o que explica sua ampla prevalência em locais como Índia, Paquistão e África Ocidental.

## Ocorrência Regional

### China

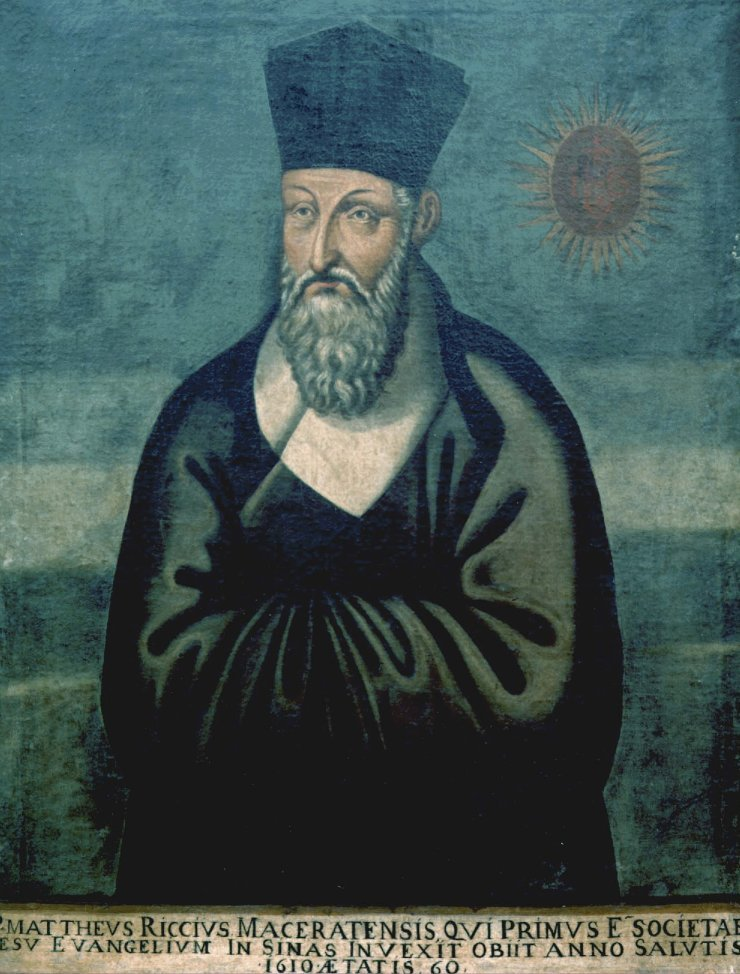
Matteo Ricci

A China possui uma história de infanticídio feminino que se estende por 2.000 anos. Com a chegada dos missionários cristãos no final do século XVI, os mesmos descobriram que o infanticídio feminino estava sendo praticado – recém-nascidos eram vistos sendo jogados em rios ou em montes de lixo. No século XVII, Matteo Ricci documentou que a prática ocorria em várias províncias da China e que a razão principal para essa prática era a pobreza.
No século XIX, o infanticídio feminino na China era disseminado. Leitura de textos da Dinastia Qing mostra uma prevalência do termo nì nǚ (afogar meninas), sendo o afogamento o método comum para matar crianças do sexo feminino. Outros métodos utilizados eram a sufocação e a inanição. Deixar uma criança exposta aos elementos era outro método de assassinato: o infante era colocado em uma cesta que era, então, pendurada em uma árvore. Conventos budistas criaram "torres de bebês" para que as pessoas deixassem uma criança; entretanto, não está claro se a criança era deixada para adoção ou se já havia morrido e era encaminhada para sepultamento. Em 1845, na província de Jiangxi, um missionário escreveu que essas crianças sobreviviam por até dois dias enquanto expostas aos elementos, e que os transeuntes não prestavam atenção.
A maioria das províncias chinesas praticava o infanticídio feminino durante o século XIX. Em 1878, o missionário francês jesuíta Gabriel Palatre coletou documentos de 13 províncias, e a Annales de la Sainte-Enfance (Anais da Santa Infância) também encontrou evidências de infanticídio em Shanxi e Sichuan. De acordo com as informações coletadas por Palatre, a prática estava mais disseminada nas províncias do sudeste e na região inferior do rio Yangzi.
Na China, a prática do infanticídio feminino não era totalmente tolerada. O budismo, em particular, foi bastante veemente em sua condenação. Os budistas escreviam que o assassinato de meninas jovens traria mau karma; por outro lado, aqueles que salvavam a vida de uma menina, seja intervindo ou oferecendo presentes em dinheiro ou alimentos, ganhariam bom karma, o que lhes garantiria uma vida próspera, longa e o sucesso de seus filhos. Contudo, a crença budista na reencarnação significava que a morte de um infante não era definitiva, pois a criança renasceria; essa crença amenizava a culpa associada ao infanticídio feminino.
A atitude confucionista em relação ao infanticídio feminino era conflituosa. Ao valorizar a idade em detrimento da juventude, a piedade filial confucionista diminuía o valor das crianças. A ênfase confucionista na família levou ao aumento dos dotes, o que fazia com que uma menina fosse muito mais cara de criar do que um menino, levando as famílias a sentirem que não podiam ter tantas filhas. O costume confucionista de manter o homem dentro da família significava que o dinheiro gasto na criação de uma filha, juntamente com o dote, seria perdido com o casamento, e, por isso, as meninas eram chamadas de "mercadorias que trazem prejuízo". Por outro lado, a crença confucionista em Ren levou os intelectuais confucionistas a apoiar a ideia de que o infanticídio feminino estava errado e que a prática desequilibraria a harmonia entre o yin e yang.
Um documento oficial publicado pelo governo chinês em 1980 afirmava que a prática do infanticídio feminino era um "mal feudalista". A posição oficial do Estado é que a prática é um resquício dos tempos Feudalismo na China e não resultado da política do filho único. Jing-Bao Nie argumenta, contudo, que seria "inconcebível" acreditar que não há relação entre as políticas de planejamento familiar do Estado e o infanticídio feminino.

### Índia

Um mapa da razão de sexo infantil na Índia, 2011

O sistema de dote na Índia é uma das razões apontadas para o infanticídio feminino; ao longo de séculos, ele se incorporou à cultura indiana. Embora o Estado tenha tomado medidas para abolir o sistema de dote, a prática persiste, e para as famílias mais pobres em regiões rurais o infanticídio feminino e o aborto seletivo por gênero são atribuídos ao medo de não conseguir pagar um dote adequado e, consequentemente, de serem socialmente ostracizadas.
Em 1789, durante o domínio colonial britânico na Índia, os britânicos descobriram que o infanticídio feminino em Uttar Pradesh era abertamente reconhecido. Uma carta de um magistrado que atuava no noroeste da Índia nesse período mencionava que, por várias centenas de anos, nenhuma filha havia sido criada nos redutos dos rajás de Mynpoorie. Em 1845, contudo, o governante da época manteve uma filha viva após a intervenção de um coletor distrital chamado Unwin. Uma revisão da literatura acadêmica demonstrou que a maioria dos infanticídios femininos na Índia durante o período colonial ocorreu, em sua maior parte, no noroeste, e que, embora nem todos os grupos praticassem essa ação, ela era de fato disseminada. Em 1870, após uma investigação pelas autoridades coloniais, a prática foi declarada ilegal, com a Lei de Prevenção do Infanticídio Feminino, 1870.
De acordo com a ativista dos direitos das mulheres Donna Fernandes, algumas práticas estão tão profundamente enraizadas na cultura indiana que é "quase impossível se livrar delas", e ela afirmou que a Índia está passando por um tipo de "genocídio feminino". As Nações Unidas declararam que a Índia é o país mais mortal para crianças do sexo feminino e que, em 2012, meninas com idades entre 1 e 5 anos tinham 75% mais probabilidade de morrer do que meninos. O grupo de direitos das crianças CRY estimou que, dos 12 milhões de fêmeas nascidas anualmente na Índia, 1 milhão morrerá durante o primeiro ano de vida. Durante o domínio britânico, foi relatada a prática do infanticídio feminino no estado indiano de Tamil Nadu entre os Kallars e as Todas. Mais recentemente, em junho de 1986, a India Today publicou em sua capa a matéria "Born to Die" relatando que o infanticídio feminino ainda estava em prática em Usilampatti, no sul de Tamil Nadu. A prática era mais prevalente entre a casta dominante da região, os Kallars.

### Paquistão
Apesar de essa prática ser punível de acordo com a lei islâmica, houve casos de infanticídio feminino no Paquistão por alguns motivos, como crianças nascidas fora do casamento, que eram mortas para evitar o estigma da ilegitimidade. O Paquistão ainda é uma nação dominada pelos homens e permanece uma sociedade patriarcal. Além disso, os meninos na família recebem tratamento preferencial, tendo acesso prioritário a alimento e cuidados médicos em relação às meninas. Ter um filho fora do casamento no Paquistão é culturalmente tabu. Quando as mulheres dão à luz, frequentemente matam seus bebês para escapar da vergonha ou perseguição. Contudo, a proporção de bebês do sexo feminino mortos nesses casos é muito maior do que a dos meninos, pois os meninos são muito mais valorizados. O infanticídio é ilegal no Paquistão; entretanto, como os casos raramente são denunciados, torna-se impossível para a polícia investigá-los. Segundo a National Right to Live News, em 2017, apenas um caso foi efetivamente reportado, mas 345 bebês foram encontrados mortos na capital paquistanesa entre janeiro de 2017 e a primavera de 2018.

## Aspectos Socioeconômicos
A eliminação de fêmeas gera um problema, pois reduz o número de mulheres capazes de gerar filhos. Além disso, afeta a autoestima feminina, já que famílias que desejam erradicar bebês do sexo feminino ensinam às meninas que elas são inferiores ao sexo masculino, aumentando a probabilidade de enfrentarem opressão e terem acesso reduzido a empregos.[carece de fontes?] O sistema de dote também impacta as famílias e a linha de pobreza, visto que algumas têm dificuldades para pagar um dote enquanto ganham abaixo do salário mínimo.
A partir de 2017, as mulheres paquistanesas ganham menos do que seus equivalentes masculinos, recebendo menos de cem rúpias por mês, e frequentemente não têm acesso a uma educação que lhes possibilite melhores condições de trabalho e remuneração. Algumas são restritas a trabalhar apenas no âmbito doméstico, enquanto os homens realizam a maior parte do trabalho agrícola e de pastoreio.
Em muitos países, o infanticídio feminino está associado a dificuldades socioeconômicas. Um estudo realizado na Índia identificou três razões socioeconômicas associadas ao infanticídio feminino. O estudo constatou que, do ponto de vista da utilidade econômica, os meninos são mais valorizados do que as meninas, já que podem trabalhar e gerar renda para a família. Devido ao fator de utilidade sociocultural, para muitas culturas ter um menino na família é obrigatório para perpetuar o legado da linhagem familiar. Há também um fator religioso: muitos acreditam que somente os homens podem prover, sendo os filhos essenciais para acender a pira funerária dos pais falecidos e auxiliar na salvação da alma.

## Soluções e Programas
Organizações Não Governamentais de Desenvolvimento (ONGs) possuem políticas de conscientização de gênero desenhadas para prevenir a discriminação contra as mulheres em todo o mundo. Essas ONGs abordam as corporações na tentativa de educar os trabalhadores sobre os desafios prementes enfrentados pelas mulheres na sociedade. Além de ampliar a educação sobre essa questão, outra solução relevante para o infanticídio feminino envolve combater o sistema de dotes. Muitas sociedades se opõem a crianças do sexo feminino devido ao alto custo de dote que teriam que arcar. Ao reduzir o ônus financeiro sobre as famílias, a erradicação do sistema de dotes poderia potencialmente reduzir tanto a preferência por crianças do sexo masculino quanto as taxas de infanticídio feminino.
Outra forma de diminuir as taxas de infanticídio feminino é oferecer incentivos às famílias para que deem à luz meninas. O Programa de Proteção à Menina da Índia é um desses esquemas, incentivando o nascimento de meninas ao fornecer apoio financeiro às famílias que dão à luz crianças do sexo feminino, bem como apoio adicional àquelas cujos filhos recebem educação. Isso melhora as taxas de alfabetização feminina e aumenta a participação das mulheres no mercado de trabalho, reduzindo as taxas de foeticídio feminino em países subdesenvolvidos.
A implementação de educação de gênero nas escolas e no ambiente de trabalho contribuirá para a neutralidade de gênero na sociedade, aumentando o valor atribuído às mulheres. Demonstrar empatia pelo sufrágio feminino em países que restringem os direitos das mulheres somará à luta pela conquista de liberdades. Investir na igualdade de gênero na educação e ensinar às mulheres estratégias para lidar com suas situações ajudará a fortalecer sua confiança e incentivará a transmissão de seus conhecimentos e paixões para suas filhas. O problema do infanticídio feminino reside no fato de que as próprias mulheres desvalorizam seu gênero. Quando as mães entregam suas filhas, apenas reforçam a imagem depreciada das mulheres. Fazer com que as mulheres se respeitem e respeitem seus próprios filhos tal como são aumentará a população e o valor atribuído às mulheres. Pode demorar para que tais mudanças sejam implementadas na sociedade, mas a transformação social é um processo lento. Educação, valorização da vida e paixão pela igualdade são aspectos fundamentais para reduzir o infanticídio feminino. A existência de programas que eliminem o nascimento de uma criança do sexo feminino, como o "Programa de Proteção à Menina", aparece como um passo rumo à mudança. Contudo, esse programa pode também ampliar a disponibilidade e a oportunidade para o infanticídio feminino. Instrumentalizar a educação de gênero e a valorização da vida inspirará mudanças significativas em sociedades que participam desse processo de eliminação.

## Consequências e Reações
Como resultado das altas taxas de infanticídio feminino em alguns países, a população frequentemente apresenta desequilíbrio, com uma maior proporção de homens. De acordo com as Nações Unidas, esse excedente de homens na sociedade coincide com o aumento das taxas de abuso infantil, violência doméstica e tráfico/sequestro de noivas, representando uma grave ameaça à segurança das mulheres nas áreas afetadas. Isso também aumenta a probabilidade de as mulheres se tornarem vítimas de doenças sexualmente transmissíveis, o que afeta adversamente suas vidas, bem como as taxas populacionais. Em virtude dessas questões preocupantes, observa-se também um aumento nas taxas de mortalidade materna e um acréscimo nos transtornos de saúde mental entre as mulheres nessas localidades.
O Centro de Genebra para o Controle Democrático das Forças Armadas (DCAF) escreveu, em seu relatório de 2005 Mulheres em um Mundo Inseguro, que, numa época em que o número de baixas em guerras havia diminuído, um "genocídio secreto" estava sendo perpetrado contra as mulheres. De acordo com o DCAF, o déficit demográfico de mulheres que morreram devido a questões de gênero situa-se na mesma faixa dos 191 milhões estimados de mortos em todos os conflitos do século XX. Em 2012, foi lançado o documentário É uma Menina: As Três Palavras Mais Mortíferas do Mundo, no qual, em uma entrevista, uma mulher indiana afirmou ter matado oito de suas filhas.